# Efecto Lombard
El Efecto Lombard o Reflejo Lombard, es la tendencia involuntaria a incrementar el esfuerzo vocal cuando se habla en un lugar ruidoso para mejorar la audibilidad de la voz. Estos cambios no solo afectan a la sonoridad, también incluye otros factores como el tono, la frecuencia y la duración del sonido de las sílabas. Este efecto de compensación resulta en un incremento de la proporción auditiva señal-ruido de las palabras de quien habla. 

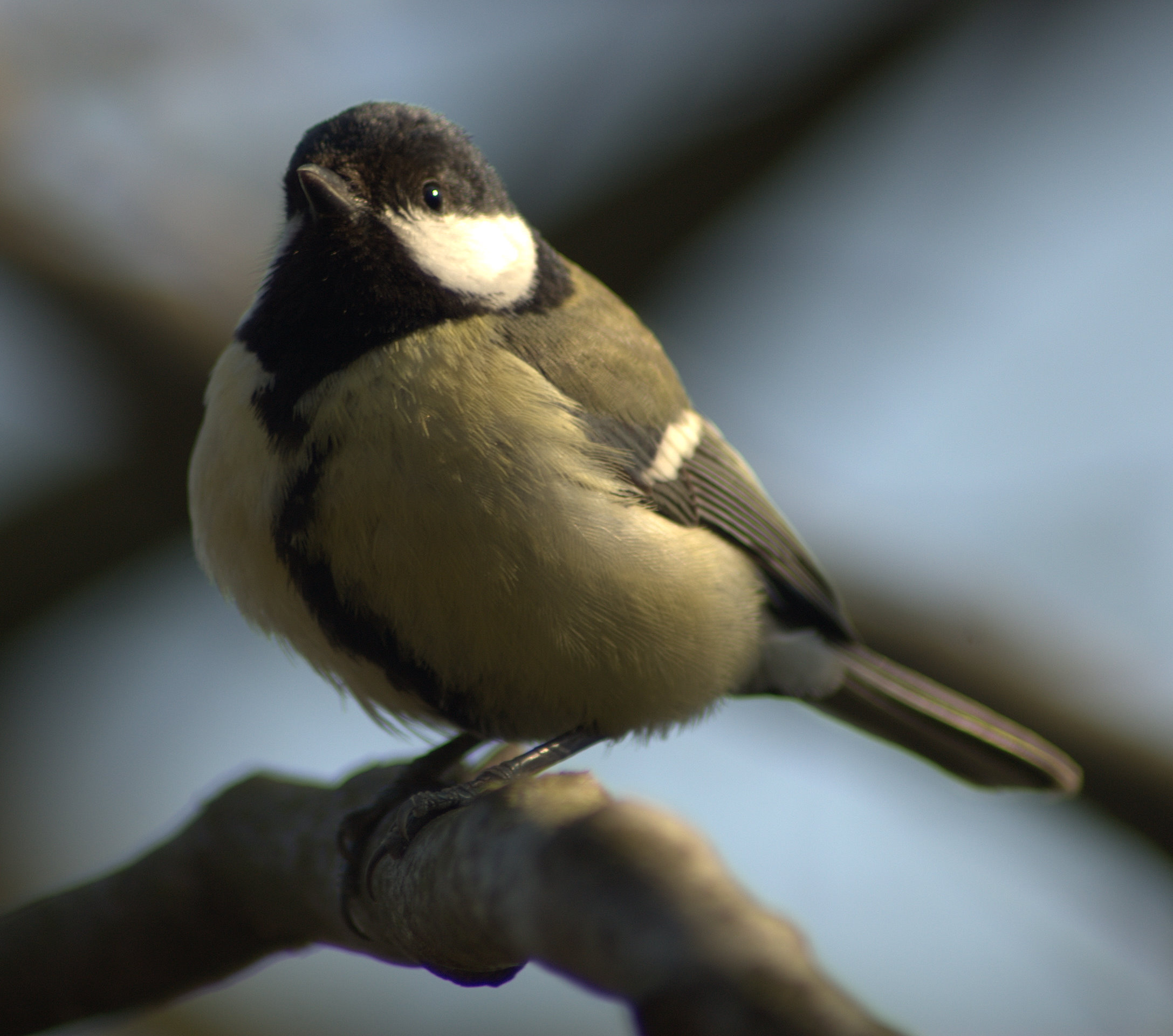
El Carbonero común canta a una frecuencia mayor en los lugares con contaminación auditiva, para superar el enmascaramiento sonoro.

El efecto se vincula con la necesidad de una comunicación efectiva, ya que hay un efecto reducido cuando las palabras son repetidas o se leen listas donde la inteligencia de comunicación no es importante. Debido a que el efecto es involuntario se utiliza como medio para detectar en simulación una pérdida auditiva. Los investigadores han usado pájaros y monos y han encontrado que el efecto también se produce en las vocalizaciones de los animales no humanos.
El efecto fue descubierto en 1909 por Étienne Lombard, un otorrinolaringólogo francés.

## Características
Cuando se escucha con ruido, el oyente escucha mejor el sonido grabado con ruido de fondo que el sonido que fue grabado en un lugar silencioso y que después fue reproducido al mismo nivel de enmascaramiento de ruido. Los cambios entre el habla normal y un habla Lombard son:
- Incremento en la fonética de las frecuencias fundamentales.
- Cambio en la energía de las bandas de baja frecuencia a bandas medias o altas.
- Incremento en la intensidad del sonido
- Incremento en la duración vocal.
- Inclinación espectral.
- Cambio en el centro de frecuencias formantes de F1 (principalmente) y la F2.
- La duración del contenido de palabras es prolongado a un mayor grado de ruido que las palabras funcionales.[11]
- Se usan grandes volúmenes pulmonares[12]
- Se acompaña de expresiones faciales más remarcadas, pero estas no ayudan tanto como sus cambios en el sonido.[13]

Estos cambios no pueden ser controlados instruyendo a una persona a que hable como lo haría en silencio, aunque las personas pueden aprender a controlarlo por medio de una retroalimentación.
El efecto Lombard también ocurre después de una laringectomía, cuando las personas siguiendo una terapia de discurso aprenden a hablar con el esófago.

## Mecanismo
La inteligibilidad de la propia vocalización de un individuo puede ser ajustada con los reflejos audio-vocales utilizando el propio oído (repetición privada) o puede ser ajustada indirectamente en términos que tan bien se puede escuchar la vocalización (repetición pública). Ambos procesos están relacionados con el efecto Lombard.

### Repetición privada
Una persona puede regular su vocalización, particularmente la amplitud relativa con el ruido de fondo con retroalimentación auditiva reflexiva. La reflexión auditiva se conoce para mantener la producción de vocalizar ya que la sordera afecta la acústica vocal tanto de los humanos como de los pájaros. Cambiar la retroalimentación auditiva también cambia la vocalización de los discursos humanos o el canto de los pájaros  Se han encontrado circuitos neuronales en el tronco cerebral que permiten ese ajuste de reflejos.

### Repetición pública
Una persona puede regular sus vocalizaciones a un nivel cognitivo mayor en términos de la observación de sus consecuencias sobre la capacidad de su audiencia para escucharlo. En este auto-monitoreo auditivo ajusta las vocalizaciones en términos de asociaciones aprendidas de qué características de su vocalización, cuando se hace en ruido, crea una eficiente y efectiva comunicación. El efecto Lombard ha sido encontrado el mejor método para reconocer las palabras que son más importantes para el escucha y entender que los efectos cognitivos del hablador son importantes.

### Desarrollo
Tanto la repetición privada como la pública existen en los niños. Hay, sin embargo, un cambio de desarrollo del efecto Lombard que está vinculado con la auto-monitorización acústica en los niños pequeños para que el ajuste de la vocalización sea para ayudar a su inteligibilidad para otros en adultos.

### Neurología
El efecto Lombard depende de las neuronas audio-vocales en la región periolivaria del complejo superior olivario y la formación reticular pontina adyacente.  Se ha sugerido que el efecto Lombard tal vez solo involucra las áreas de la reacción cortical superiores que controlan las áreas bajas del tronco cerebral.

## Canto coral
Los cantantes de coro experimentan una retroalimentación reducida debido a que el sonido los otros cantantes se sobrepone sobre su propia voz. Esto resulta en una tendencia para las personas de los coros para cantar en niveles más fuertes si no son controlados por un director. Los solistas entrenados pueden controlar este efecto pero se ha sugerido que después de un concierto ellos hablan más fuerte de lo normal en lugares ruidosos, como las fiestas que se realizan después de los conciertos.
El efecto Lombard también ocurre en aquellos que son ejecutantes de instrumentos musicales como la guitarra.

## Vocalización Animal
Se ha encontrado que el ruido afecta la vocalización de los animales que vocalizan en los fondos de la contaminación auditiva generada por el humano. Experimentalmente, el efecto Lombard también se ha visto en la vocalización de:
- Pericos[7]
- Gatos[26]
- Pollos[27]
- Titís[28]
- Saguinus oedipus[29]
- Codorniz japonesa[30]
- Ruiseñores[8]
- Macacos[9]
- Mono ardilla.[20]
- Taeniopygia guttata[31]